# Campionati mondiali di nuoto in acque libere 2002
I II Campionati del Mondo di Nuoto in acque libere FINA si sono svolti a Sharm el-Sheikh in Egitto, dal 23 settembre al 28 settembre 2002. Come campo di gara è stato usato un circuito di 5 km nella baia di Naama.
Si sono disputate le seguenti gare:
- Lunedì 23 settembre alle 09h 00 la 5 km femminile, 23 iscritte e 22 alla partenza: alle 11h 00 quella maschile, 23 iscritti e 22 alla partenza.
- Mercoledì 25 settembre alle 08h 00 la 10 km maschile, 23 al via; quella femminile alle 12h 00, 23 iscritte e 22 alla partenza.
- Sabato 28 settembre la 25 km maschile alle 08h 00, 19 al via: quella femminile alle 09h 15, 17 al via.

Sono stati assegnati anche tre titoli misti a squadre, per i 5, i 10 e i 25 km; la classifica è stata stilata sommando i tempi ottenuti nella gara individuale dei migliori due nuotatori e della migliore nuotatrice di ogni nazione, altrimenti le due migliori nuotatrici e il miglior nuotatore, sempre se il paese ha tre atleti classificati in quella gara.

## Medagliere
| Posizione | Paese       | O | A | B | totale |
| --------- | ----------- | - | - | - | ------ |
| 1         | Italia      | 4 | 3 | 0 | 7      |
| 2         | Russia      | 3 | 1 | 1 | 5      |
| 3         | Germania    | 1 | 3 | 4 | 8      |
| 4         | Paesi Bassi | 1 | 1 | 0 | 2      |
| 5         | Australia   | 0 | 1 | 1 | 2      |
| 6=        | Argentina   | 0 | 0 | 1 | 1      |
| 6=        | Svizzera    | 0 | 0 | 1 | 1      |
| 6=        | Rep. Ceca   | 0 | 0 | 1 | 1      |
| totale    |             | 9 | 9 | 9 | 27     |

## Risultati

### Uomini

#### 5km individuale
S= il tempo vale per la gara a squadre
| Classifica  | Nome             | Nazione     | Tempo     | Punti |
| 1           | Luca Baldini     | Italia      | 51'49"78  | 18 S  |
| ----------- | ---------------- | ----------- | --------- | ----- |
| 2           | Stefano Rubaudo  | Italia      | 51'51"20  | 16 S  |
| 3           | Thomas Lurz      | Germania    | 51'52"43  | 14 S  |
| 4           | Yannick Rieg     | Francia     | 52'59"07  | 12    |
| 5           | Stephane Gomez   | Francia     | 53'04"18  | 10    |
| 6           | Mark Saliba      | Australia   | 53'04"71  | 8 S   |
| 7           | Ivan Ivanov      | Russia      | 53'06"19  | 6 S   |
| 8           | Grant Cleland    | Australia   | 53'06"69  | 5 S   |
| 9           | Christian Hein   | Germania    | 53'07"53  | 4 S   |
| 10          | Jure Bucar       | Slovenia    | 53'07"78  | 3     |
| 11          | Siarhei Punko    | Bielorussia | 54'02"83  | 2     |
| 12          | Guilherme Bento  | Brasile     | 54'05"85  | 1     |
| 13          | Nace Majcen      | Slovenia    | 54'08"17  | --    |
| 14          | Amr Tarek        | Egitto      | 54'09"79  | -- S  |
| 15          | David Creel      | Canada      | 54'10"16  | -- S  |
| 16          | Fábio Lima       | Brasile     | 54'10"77  | --    |
| 17          | Tim Cowan        | Canada      | 54'12"71  | -- S  |
| 18          | Pavel Srb        | Rep. Ceca   | 54'24"40  | --    |
| 19          | Rolando Salas    | Venezuela   | 55'01"54  | --    |
| 20          | Kenneth Smith    | Sudafrica   | 57'47"23  | --    |
| 21          | Mustafa El Rayes | Egitto      | 58'07"42  | -- S  |
| 22          | Georgios Tsianos | Grecia      | 1h 03'13" | --    |
| non partito | Gabriel Chaillou | Argentina   | --        | --    |

#### 10km individuale
S= il tempo vale per la gara a squadre
| Classifica  | Nome               | Nazione     | Tempo      | Punti |
| 1           | Evgeni Kochkarov   | Russia      | 1h 49'30"  | 18 S  |
| ----------- | ------------------ | ----------- | ---------- | ----- |
| 2           | Simone Ercoli      | Italia      | 1h 49'34"  | 16 S  |
| 3           | Vladimir Diatchin  | Russia      | 1h 49'35"  | 14 S  |
| 4           | Thomas Lurz        | Germania    | 1h 49'36"  | 12 S  |
| 5           | Yannick Rieg       | Francia     | 1h 49'37"  | 10    |
| 6           | Petar Stoychev     | Bulgaria    | 1h 49'38"  | 8     |
| 7           | Mark saliba        | Australia   | 1h 49'40"  | 6 S   |
| 8           | Fabio Venturini    | Italia      | 1h 49'45"  | 5 S   |
| 9           | Siarhei Punko      | Bielorussia | 1h 50'03"  | 4     |
| 10          | Igor Majcen        | Slovenia    | 1h 50'06"  | 3     |
| 11          | Grant Cleland      | Australia   | 1h 50'11"  | 2 S   |
| 12          | Luiz Oliveira      | Brasile     | 1h 50'21"5 | 1 S   |
| 13          | David Creel        | Canada      | 1h 50'21"8 | --    |
| 14          | Carlos Pavao       | Brasile     | 1h 50'52"  | -- S  |
| 15          | Christian Hansmann | Germania    | 1h 51'23"  | -- S  |
| 16          | Jure Bucar         | Slovenia    | 1h 51'26"  | --    |
| 17          | Rostislav Vitek    | Rep. Ceca   | 1h 51'27"  | -- S  |
| 18          | Rolando Salas      | Venezuela   | 1h 53'23"  | --    |
| 19          | Khalid Mohamed     | Egitto      | 1h 53'26"  | -- S  |
| 20          | Gregory Fuentes    | Ecuador     | 1h 53'27"  | --    |
| 21          | Mohamed Sorour     | Egitto      | 1h 53'28"  | -- S  |
| 22          | Kenneth Smith      | Sudafrica   | 1h 53'37"  | --    |
| non partito | Nag-Pal Levente    | Ungheria    | --         | --    |

#### 25km individuale
S= il tempo vale per la gara a squadre
| Classifica | Nome                | Nazione     | Tempo     | Punti |
| 1          | Yuri Kudinov        | Russia      | 5h 39'14" | 18 S  |
| ---------- | ------------------- | ----------- | --------- | ----- |
| 2          | Anton Sanachev      | Russia      | 5h 41'14" | 16 S  |
| 3          | Gabriel Chaillou    | Argentina   | 5h 41'16" | 14    |
| 4          | Igor Majcen         | Slovenia    | 5h 41'18" | 12    |
| 5          | Patar Stoychev      | Bulgaria    | 5h 41'38" | 10    |
| 6          | Stephane Gomez      | Francia     | 5h 41'45" | 8     |
| 7          | Siarhei Punko       | Bielorussia | 5h 41'46" | 6     |
| 8          | Mark Saliba         | Australia   | 5h 42'00" | 5     |
| 9          | Andre Wilde         | Germania    | 5h 44'00" | 4 S   |
| 10         | Andrea Volpini      | Italia      | 5h 44'49" | 3 S   |
| 11         | Chriastian Hansmann | Germania    | 5h 45'50" | 2 S   |
| 12         | Nace Majcen         | Slovenia    | 5h 51'38" | 1     |
| 13         | Rostislav Vitek     | Rep. Ceca   | 5h 55'28" | -- S  |
| 14         | Pavel Srb           | Rep. Ceca   | 5h 57'48" | -- S  |
| 15         | Simone Menoni       | Italia      | 6h 10'32" | -- S  |
| 16         | Tim Cowan           | Canada      | 6h 16'10" | --    |
| 17         | Mohamed Zanaty      | Egitto      | 6h 22'95" | -- S  |
| 18         | James Leitch        | Regno Unito | 6h 29'47" | --    |
| ritirato   | Mohamed Hassan      | Egitto      | --        | --    |

### Donne

#### 5km individuale
S= il tempo vale per la gara a squadre
| Classifica  | Nome                   | Nazione     | Tempo     | Punti |
| 1           | Viola Valli            | Italia      | 56'52"    | 18 S  |
| ----------- | ---------------------- | ----------- | --------- | ----- |
| 2           | Edith van Dijk         | Paesi Bassi | 57'01"    | 16    |
| 3           | Hanna Miluska          | Svizzera    | 58'13"    | 14    |
| 4           | Valeria Casprini       | Italia      | 58'35"    | 12    |
| 5           | Nadine Pastor          | Germania    | 58'37"10  | 10 S  |
| 6           | Jana Pechanova         | Rep. Ceca   | 58'37"41  | 8     |
| 7           | Stefanie Biller        | Germania    | 58'37"78  | 6     |
| 8           | Ekaterina Zhdanova     | Russia      | 58'38"    | 5 S   |
| 9           | Ekaterina Seliverstova | Russia      | 58'39"    | 4 S   |
| 10          | Denise Schrader        | Svizzera    | 58'42"    | 3     |
| 11          | Trudee Hutchinson      | Australia   | 58'43"    | 2 S   |
| 12          | Karley Stutzel         | Canada      | 58'44"    | 1 S   |
| 13          | Maria Celeste Puñet    | Argentina   | 58'48"    | --    |
| 14          | Shelley Clark          | Australia   | 58'49"    | --    |
| 15          | Diána Hegedüs          | Ungheria    | 58'50"    | --    |
| 16          | Natalia Iakovleva      | Brasile     | 1h 02'15" | --    |
| 17          | Sara Ashraf            | Egitto      | 1h 05'34" | -- S  |
| 18          | Dina Osama             | Egitto      | 1h 05'38" | --    |
| 19          | Fabiana Carreco        | Brasile     | 1h 05'41" | --    |
| 20          | Grith Sigsgaard        | Danimarca   | 1h 08'34" | --    |
| 21          | Vesclinka Ristik       | Macedonia   | 1h 11'57" | --    |
| 22          | Iskra Kitanceva        | Macedonia   | 1h 13'11" | --    |
| non partita | Pilar Geijo            | Argentina   | --        | --    |

#### 10km individuale
S= il tempo vale per la gara a squadre
| Classifica | Nome                   | Nazione     | Tempo       | Punti |
| 1          | Britta Kamrau          | Germania    | 1h 56'42"25 | 18 S  |
| ---------- | ---------------------- | ----------- | ----------- | ----- |
| 2          | Viola Valli            | Italia      | 1h 56'42"28 | 16 S  |
| 3          | Angela Maurer          | Germania    | 1h 56'49"   | 14    |
| 4          | Edith van Dijk         | Paesi Bassi | 1h 56'50"   | 12    |
| 5          | Etta van der Weijden   | Paesi Bassi | 1h 56'53"   | 10    |
| 6          | Trudee Hutchinson      | Australia   | 1h 57'13"   | 8 S   |
| 7          | Ivanka Moralieva       | Bulgaria    | 1h 57'20"   | 6     |
| 8          | Jana Pechanova         | Rep. Ceca   | 1h 57'26"   | 5 S   |
| 9          | Valeria Casprini       | Italia      | 1h 58'08"   | 4     |
| 10         | Ekaterina Seliverstova | Russia      | 1h 58'55"   | 3 S   |
| 11         | Karley Stutzel         | Canada      | 1h 59'45"   | 2     |
| 12         | Nadezhda Moroshkina    | Russia      | 1h 59'49"   | 1     |
| 13         | Denise Schrader        | Svizzera    | 2h 00'34"   | --    |
| 14         | Claudia Barsi          | Ungheria    | 2h 00'37"   | --    |
| 15         | Viviane Motti          | Brasile     | 2h 01'14"   | -- S  |
| 16         | Yvetta Hlaváčová       | Rep. Ceca   | 2h 04'49"   | -- S  |
| 17         | Natalia Iakovleva      | Brasile     | 2h 06'42"   | --    |
| 18         | Shelley Clark          | Australia   | 2h 06'56"   | --    |
| 19         | Dina Osama             | Egitto      | 2h 09'00"   | -- S  |
| 20         | Grith Sigsgaard        | Danimarca   | 2h 19'21"   | --    |
| 21         | Rosa Tapia             | Ecuador     | 2h 22'43"   | --    |
| ritirata   | Sara Ashraf            | Egitto      | --          | --    |
| ritirata   | Hanna Miluska          | Svizzera    | --          | --    |

#### 25km individuale
S= il tempo vale per la gara a squadre
| Classifica | Nome                 | Nazione     | Tempo       | Punti |
| 1          | Edith van Dijk       | Paesi Bassi | 6h 11'21"   | 18    |
| ---------- | -------------------- | ----------- | ----------- | ----- |
| 2          | Angela Maurer        | Germania    | 6h 11'22"43 | 16 S  |
| 3          | Britta Kamrau        | Germania    | 6h 11'22"70 | 14    |
| 4          | Natalia Pankina      | Russia      | 6h 11'25"   | 12 S  |
| 5          | Yvetta Hlaváčová     | Rep. Ceca   | 6h 12'11"   | 10 S  |
| 6          | Olga Shalyegina      | Russia      | 6h 15'20"   | 8     |
| 7          | Ivanka Moralieva     | Bulgaria    | 6h 15'49"   | 6     |
| 8          | Laura La Piana       | Italia      | 6h 28'05"   | 5 S   |
| 9          | Etta van der Weijden | Paesi Bassi | 6h 28'31"   | 4     |
| 10         | Alessandra Romiti    | Italia      | 6h 34'09"   | 3     |
| 11         | Maria Celeste Puñet  | Argentina   | 6h 34'43"   | 2     |
| 12         | Cindy Persoons       | Belgio      | 6h 36'12"   | 1     |
| 13         | Claudia Barsi        | Ungheria    | 6h 49'16"   | --    |
| 14         | Shelley Clark        | Australia   | 6h 56'59"   | --    |
| 15         | Heba Mamdouh         | Egitto      | 6h 57'40"   | -- S  |
| 16         | Basma Taher          | Egitto      | 7h 27'16"   | -- S  |
| ritirata   | Grith Sigsgaard      | Danimarca   | --          | --    |

### A squadre (misti)

#### 5km a squadre
| Classifica | Nazione   | Tempo totale | Nomi e tempi            | Nomi e tempi                | Nomi e tempi                    |
| 1          | Italia    | 2h 40'32"    | Luca Baldini - 51'49"78 | Stefano Rubaudo - 51'51"20  | Viola Valli - 56'52"            |
| ---------- | --------- | ------------ | ----------------------- | --------------------------- | ------------------------------- |
| 2          | Germania  | 2h 43'37"    | Thomas Lurz - 51'52"43  | Christian Hein - 53'07"53   | Nadine Pastor - 58'37"10        |
| 3          | Australia | 2h 44'54"    | Mark Saliba - 53'04"71  | Grant Cleland - 53'06"69    | Trudee Hutchinson - 58'43"      |
| 4          | Canada    | 2h 47'07"    | David Creel - 54'10"16  | Tim Cowan - 54'12"71        | Karley Stutzel - 58'44"         |
| 5          | Russia    | 2h 50'23"    | Ivan Ivanov - 53'06"19  | Ekaterina Zhdanova - 58'38" | Ekaterina Seliverstova - 58'39" |
| 6          | Egitto    | 2h 57'51"    | Amr Tarek - 54'09"79    | Mustafa El Rayes - 58'07"42 | Sara Ashraf - 1h 05'34"         |

#### 10km a squadre
| Classifica | Nazione   | Tempo totale | Nomi e tempi                 | Nomi e tempi                   | Nomi e tempi                       |
| 1          | Italia    | 5h 36'01"    | Simone Ercoli - 1h 49'34"    | Fabio Venturini - 1h 49'45"    | Viola Valli - 1h 56'42"28          |
| ---------- | --------- | ------------ | ---------------------------- | ------------------------------ | ---------------------------------- |
| 2          | Australia | 5h 37'04"    | Mark Saliba - 1h 49'40"      | Grant Cleland - 1h 50'11"      | Trudee Hutchinson - 1h 57'13"      |
| 3          | Germania  | 5h 37'41"    | Thomas Lurz - 1h 49'36"      | Christian Hansmann - 1h 51'23" | Britta Kamrau - 1h 56'42"25        |
| 4          | Russia    | 5h 38'00"    | Evgeni Kochkarov - 1h 49'30" | Vladimir Diatchin - 1h 49'35"  | Ekaterina Seliverstova - 1h 58'55" |
| 5          | Brasile   | 5h 42'27"    | Luiz Oliveira - 1h 50'21"5   | Carlos Pavao - 1h 50'52"       | Viviane Motti - 2h 01'14"          |
| 6          | Rep. Ceca | 5h 53'42"    | Rostislav Vitek - 1h 51'27"  | Jana Pechanova - 1h 57'27"     | Yvetta Hlaváčová - 2h 04'49"       |
| 7          | Egitto    | 5h 55'54"    | Khalid Mohamed - 1h 53'26"   | Mohamed Sorour - 1h 53'28"     | Dina Osama - 2h 09'00"             |

#### 25km a squadre
| Classifica | Nazione   | Tempo totale | Nomi e tempi                | Nomi e tempi                   | Nomi e tempi                 |
| 1          | Russia    | 17h 31'53"   | Yuri Kudinov - 5h 39'14"    | Anton Sanachev - 5h 41'14"     | Natalia Pankina - 6h 11'25"  |
| ---------- | --------- | ------------ | --------------------------- | ------------------------------ | ---------------------------- |
| 2          | Germania  | 17h 41'12"   | Andre Wilde - 5h 44'00"     | Christian Hansmann - 5h 45'50" | Angela Maurer - 6h 11'22"    |
| 3          | Rep. Ceca | 18h 05'27"   | Rostislav Vitek - 5h 55'28" | Pavel Srb - 5h 57'48"          | Yvetta Hlaváčová - 6h 12'11" |
| 4          | Italia    | 18h 23'26"   | Andrea Volpini - 5h 44'49"  | Simone Menoni - 6h 10'32"      | Laura La Piana - 6h 28'05"   |
| 5          | Egitto    | 20h 47'21"   | Mohamed Zanaty - 6h 22'95"  | Heba Mamdouh - 6h 57'40"       | Basma Taher - 7h 27'16"      |

## Trofeo dei campionati
Il trofeo dei campionati mondiali di nuoto di fondo viene assegnato alla nazione che ottiene, nel complesso, i migliori piazzamenti: viene stilata una classifica a punti per i primi 12 classificati di ciascuna gara e i punti vengono sommati senza scarti, facendo poi il totale dei punti ottenuti nelle gare per ogni distanza. I punti vengono assegnati così (dal primo al dodicesimo posto:) 18, 16, 14, 12, 10, 8, 6, 5, 4, 3, 2, 1. Se due o più nuotatori arrivano a pari merito viene calcolata la media dei punti assegnati per quelle posizioni.
| posto | Paese       | 5 km | 10 km | 25 km | Totale |
| 1     | Italia      | 64   | 41    | 11    | 116    |
| ----- | ----------- | ---- | ----- | ----- | ------ |
| 2     | Germania    | 34   | 44    | 36    | 114    |
| 3     | Russia      | 15   | 36    | 54    | 105    |
| 4     | Paesi Bassi | 16   | 22    | 22    | 60     |
| 5     | Francia     | 22   | 10    | 8     | 40     |
| 6     | Australia   | 15   | 16    | 5     | 36     |
| 7     | Bulgaria    | 0    | 14    | 16    | 30     |
| 8     | Rep. Ceca   | 8    | 5     | 10    | 23     |
| 9     | Slovenia    | 3    | 3     | 13    | 19     |
| 10    | Svizzera    | 17   | 0     | 0     | 17     |
| 11    | Argentina   | 0    | 0     | 16    | 16     |
| 12    | Bielorussia | 2    | 4     | 6     | 12     |
| 13    | Canada      | 1    | 2     | 0     | 3      |
| 14    | Brasile     | 1    | 1     | 0     | 2      |
| 15    | Belgio      | 0    | 0     | 1     | 1      |